# Veiligheidsdemonstratie (luchtvaart)

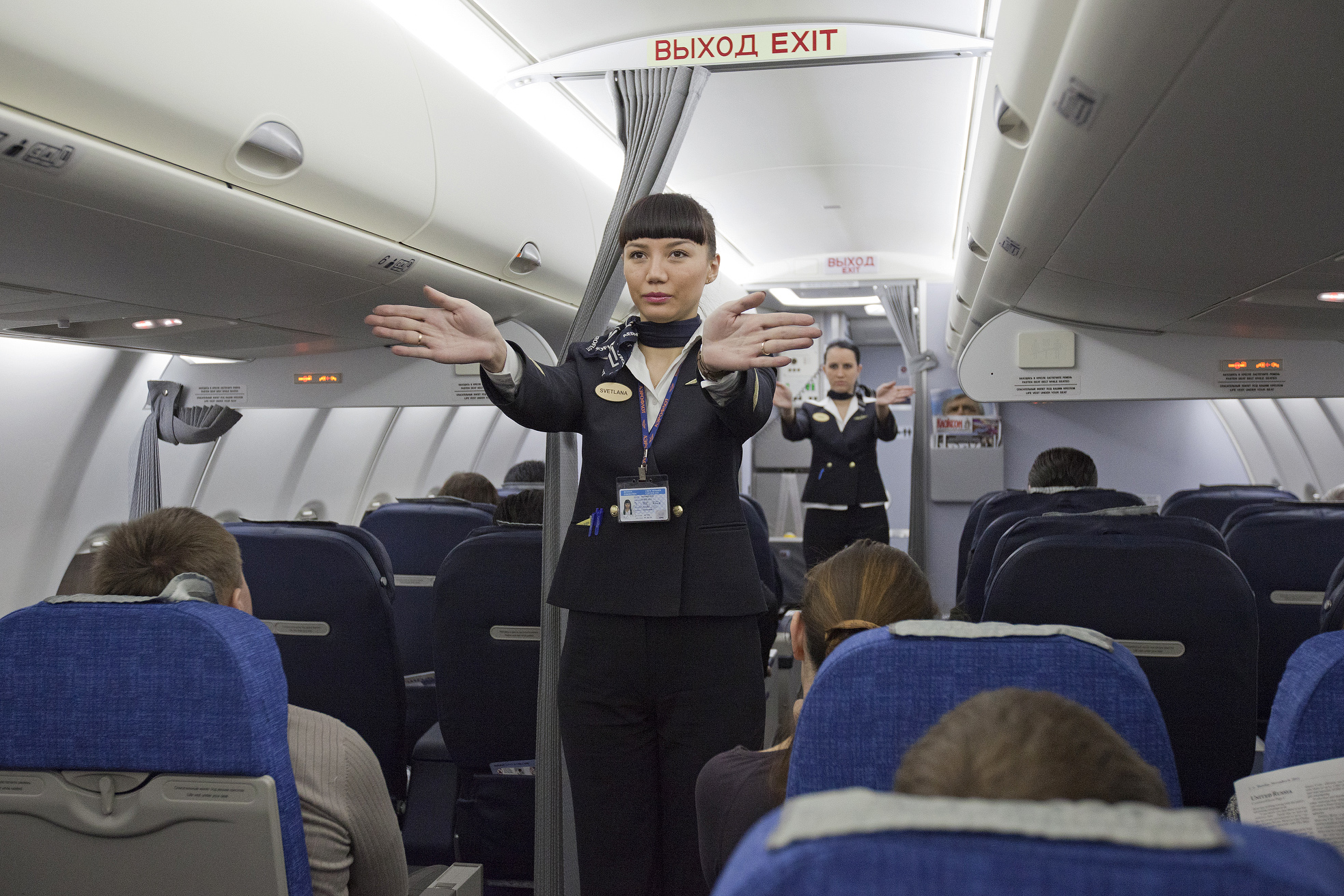
Aeroflot-Stewardessen die de veiligheidsdemonstratie uitvoeren

Een veiligheidsdemonstratie, ook wel veiligheidsinstructies of veiligheidsvideo genoemd, is een presentatie van de veiligheidsvoorschriften aan boord van een vliegtuig. Dit gebeurt alleen bij vliegtuigen die een commerciële dienst uitvoeren of die een groot aantal personen aan boord hebben die niet met het vliegtuig vertrouwd zijn. In kleine en middelgrote vliegtuigen gebeurt dit door de  steward(s) die deze in het gangpad uitvoert terwijl een andere steward via de omroepinstallatie uitleg geeft. Tegenwoordig gebeurt dit op de meeste vliegtuigen met een in-flightentertainmentsysteem door middel van vertoning van een video. (Ingeval het videosysteem niet functioneert wordt de vliegveiligheidsdemo door het personeel gedemonstreerd). De procedure duurt doorgaans 2 tot 6 minuten.
Regels en richtlijnen hierover zijn vastgelegd door de ICAO. Een veiligheidsdemonstratie bevat doorgaans volgende aspecten:
- De passagiers erop wijzen dat er een kaart is met instructies hierover.
- Uitleg over de "brace-positie"
- Het gebruik van de veiligheidsgordel
- de locatie van de nooduitgangen en de borden en vloerverlichting die deze aanwijzen
- het gebruik van het zwemvest
- het gebruik van het zuurstofmasker
- de locatie van de zuurstofmaskers, zwemvesten en andere drijfmiddelen
- een herinnering dat het verboden te roken is aan boord ook in de toiletten
- een herinnering dat de mobiele telefoons uitgeschakeld dienen te worden
- de te nemen veiligheidsmaatregelen voor het opstijgen
- het opbergen van bagage op de daarvoor voorziene plaatsen
- het vastmaken van de veiligheidsgordel
- het opklappen van het tafeltje